# John Macnamara
Đại tá John Robert Jermain Macnamara (11 tháng 10 năm 1905 – 22 tháng 12 năm 1944) là một chính khách của đảng Bảo thủ Anh và là sĩ quan của Quân đội Anh đã bị giết ở Ý trong Thế chiến thứ hai.

## Chính trị
Macnamara được đào tạo tại Haileybury, nơi ông là thành viên của Quân đoàn Huấn luyện Sĩ quan.
Ông là ứng cử viên bảo thủ không thành công tại cuộc bầu cử sơ bộ tháng 5 năm 1934 tại khu vực bầu cử Upton ở West Ham, và tại cuộc tổng tuyển cử năm 1935 đã được bầu làm Thành viên Quốc hội (MP) cho Chelmsford. Ông cũng là thư ký chung, với nghị sĩ Tự do Wilfrid Roberts, của Ủy ban trẻ em xứ Basque.
Trợ lý cá nhân của Macnamara vào năm 1935-36 là điệp viên Liên Xô Guy Burgess. Macnamara là một thành viên của Hiệp hội Anh-Đức, một số thành viên của họ là thân Đức quốc xã. Burgess có được sự tin tưởng của Macnamara và họ đã tổ chức một loạt các chuyến du lịch tình dục ở nước ngoài, đặc biệt là tới Đức nơi Macnamara có quan hệ với Thanh niên Hitler. Burgess đã liên lạc được với một số người đồng tính luyến ái, như Edouard Pfeiffer, thư ký riêng của Édouard Daladier, Bộ trưởng Chiến tranh Pháp, một đại lý của Văn phòng 2 và MI6. Macnamara và Burgess đã được mời nhiều lần đến các bữa tiệc vui chơi tại Pfeiffer's hoặc tới các câu lạc bộ đêm ở Paris.

## Sự nghiệp quân sự
Vào ngày 11 tháng 1 năm 1924, ông gia nhập Quân đội Lãnh thổ và được bổ nhiệm làm trung úy thứ 2 trong Tiểu đoàn 3 (Thành phố Luân Đôn), Trung đoàn Luân Đôn (Royal Fusiliers).
Trong Chiến tranh thế giới thứ hai, ông đã chỉ huy Tiểu đoàn 1, Súng trường Ailen Luân Đôn, một tiểu đoàn lãnh thổ khác, liên kết với Súng trường Hoàng gia Ulster. Sau đó, ông được thăng cấp bậc đại tá. Tiểu đoàn ban đầu được giao cho Lữ đoàn bộ binh 168 (London), một phần của Sư đoàn bộ binh 56 (London), có biệt danh là "Những con mèo đen" và chiến đấu trong nhà hát chiến tranh của Ý. Vào tháng 12 năm 1944, Đại tá Macnamara đã đến thăm Ý và cùng với 1 người Ailen Luân Đôn đang di chuyển vào Tuyến Senio để giải tỏa một tiểu đoàn Gurkha. Ông đang theo dõi những người trong tiểu đoàn di chuyển lên tuyến cùng với Thiếu tá M.V.S. Boswell thì một quả đạn súng cối của Đức bất ngờ rơi xuống khu vực. Macnamara và Trung úy J. Prosser MC đã bị giết và Boswell bị thương. Jack Macnamara được đưa vào an nghỉ trong Nghĩa trang chiến tranh Forli.